# Phantom Blue (álbum)
Phantom Blue es el álbum debut de la banda estadounidense de heavy metal Phantom Blue. Fue publicado por la discográfica Shrapnel Records en Estados Unidos y en el resto del mundo por Roadrunner Records. El guitarrista Marty Friedman, que por entonces era miembro de Cacophony, coprodujo el álbum junto a Steve Fontano y Peter Marrino. Descatalogado desde hace años, el álbum se ha convertido en una valiosa pieza para coleccionistas. 
Con el fin de promover este álbum debut, se realizó un vídeo musical para la balada rock «Why Call It Love?» cuya grabación tuvo lugar en una cárcel de máxima seguridad en Carson City.

## Lista de canciones
La mayor parte de los temas fue escrita por Nicole Couch, para el resto de canciones se indica entre paréntesis: 
1. "Going Mad" - 3:24
2. "Last Shot" (Michelle Meldrum) - 3:24
3. "Why Call It Love?" (Jerry Marquez, Steve Fontano) - 4:13
4. "Frantic Zone" - 3:29
5. "Slow It Down" - 3:19
6. "Walking Away" (Couch, Fontano) - 3:30
7. "Fought It Out" - 2:46
8. "Never Too Late" (Fontano, Marty Friedman, Couch, Meldrum) - 3:31
9. "Out of Control" - 3:29

## Miembros de la banda
- Gigi Hangach: vocalista y coros[4]
- Michelle Meldrum: guitarrista y coros
- Nicole Couch: guitarrista y coros
- Kim Nielsen: bajo
- Linda McDonald: percusión

### Músicos colaboradores
- Jennifer Hall: coros
- Mike Mani: teclados
- Dan Melvin: teclados

### Producción
- Steve Fontano: productor, ingeniero de sonido y mezclas
- Marty Friedman: coproductor
- Peter Marrino: arreglos vocales y producción adicional en los temas 2, 5, 6, 7, 9
- George Horn: masterización